# Pedro Ribeiro Gomes
Pedro Ribeiro Gomes (Lisboa, 06 de Dezembro de 1983) é um atleta português de triatlo, focado em distâncias longas. Em 2010 tornou-se o primeiro português a quebrar as 8 horas e 20 minutos sobre a distância mítica(3,8km de natação, 180km de ciclismo e 42,190km de corrida a pé).
Aos 16 anos iniciou-se no desporto e em 2007 ingressou no Centro de Alto Rendimento do Jamor, onde residiu e passou a maior parte do seu tempo. Actualmente conta como inúmeras vitórias em provas internacionais de Triatlo longo. Em 28 de Julho de 2013, tornou-se no primeiro português a vencer uma prova na distância longa do mais importante circuito europeu da especialidade, o Challenge Vitoria, em Vitoria-Gasteiz, Espanha. 
Atleta do Clube Olímpico de Oeiras e habitual da selecção nacional, este atleta de 173 cm começou a sua carreira profissional em 2007 e virou-se para a longa disttância em 2009 depois de ter falhado a Qualifiicação Olímpica para Beijing 2008. Actualmente encontra-se a treinar com o norte-americano Jesse Kropelnicki e faz parte da equipa de Elite da QT2 Systems, clube de triatlo com sede em Boston, MA, EUA. Foi 6º classificado no seu primeiro Ironman e logrou já, à data deste artigo, inúmeros pódios em provas oficiais. Terminou o ano de 2012 no lugar #36 no Ranking Mundial da WTC.